# فيروسات قشرية
الفيروسات القشرية (بالإنجليزية: Corticoviridae)‏ هي عائلة من العاثيات ، عشرونية الوجوه، قفيصة غير مغلفة بقطر 60 نم وغشاء دهني داخلي متوضع بين قشرتين بروتينيتين داخلية وخارجية. القشور تتألف من ثلاث طبقات والأسطح لها نمط سمات مميزة،.